# Дзержинський (Новосибірська область)
Дзержинський (рос. Дзержинский) — селище в Іскітимському районі Новосибірської області Російської Федерації.
Входить до складу муніципального утворення Верх-Койонська сільрада. Населення становить 57 осіб (2010).

## Історія
Згідно із законом від 2 червня 2004 року органом місцевого самоврядування є Верх-Койонська сільрада.

## Населення
| 2002 | 2007 | 2010 |
| ---- | ---- | ---- |
| 103  | ↗115 | ↘57  |